# Sant Sebastià (Peralada)
Sant Sebastià és una capella del municipi de Peralada (Alt Empordà) inclosa en l'Inventari del Patrimoni Arquitectònic de Catalunya.

## Descripció
Capella situada als afores del poble, al costat del Llobregat i de la carretera de Figueres. És un edifici de planta rectangular, amb capçalera orientada a ponent, i teulada a dues vessants. A la façana hi ha un petit portal d'arc de mig punt, adovellat. Els murs laterals són afermats amb contraforts. La capella roman coberta per una capa de remolinat tant a l'interior com a l'exterior. Malgrat això es poden veure algunes pedres reutilitzades, procedents d'una construcció més vella.

## Història
La capçalera de Sant Sebastià en el seu estat actual és obra dels segles XVIII-XIX, encara que va ser bastida aprofitant les pedres d'una construcció més antiga.
A la creu de la façana principal hi ha la data de 1962, que segurament correspon a una restauració.